# Microcerotermes bouvieri
Microcerotermes bouvieri är en termitart som först beskrevs av Desneux 1904.  Microcerotermes bouvieri ingår i släktet Microcerotermes och familjen Termitidae. Inga underarter finns listade i Catalogue of Life.